# Madhurijabdi
Madhurijabdi (nep. मधुरीजब्दी) – gaun wikas samiti w środkowej części Nepalu w strefie Narajani w dystrykcie Bara. Według nepalskiego spisu powszechnego z 2001 roku liczył on 423 gospodarstw domowych i 2824 mieszkańców (1386 kobiet i 1438 mężczyzn).